# Santa Maria del Molise
Santa Maria del Molise – miejscowość i gmina we Włoszech, w regionie Molise, w prowincji Isernia.
Według danych na rok 2004 gminę zamieszkiwały 653 osoby, 38,4 os./km².